# 阮光碧
阮光碧（越南语：／；1832年5月7日—1890年1月24日），越南阮朝官员、诗人，以及在法国殖民时期的独立运动家。

## 生平
阮光碧是南定省建昌府真定县安培總程浦社（今属太平省钱海县安寧社）人，明命十三年（1832年）出生。嗣德十四年（1861年），考中舉人。嗣德二十二年（1869年），會試中格，並在庭試中考取第二甲進士出身，是為該科第一名庭元。此后历任临洮知府、延庆知府、山西按察使、国子监祭酒、平定按察使、興化巡撫等职。
在法国侵略北圻的时候，他是兴化巡抚，率军协同清军和黑旗军抗击法国。1885年，尊室说发动勤王运动，阮光碧与阮文甲一起在安沛省举兵响应，并与莱州土酋刁文持互相呼应。